# Het MOW
Het MOW I Museum Westerwolde is een museum voor kunst en cultuurhistorie in het Nederlandse dorp Bellingwolde in de provincie Groningen. Tot 2019 was het museum bekend onder de naam Museum de Oude Wolden. Uit praktische afwegingen en omdat de naam niet goed meer paste bij de identiteit van het museum, werd de naam veranderd in de afkorting MOW.  

## Collectie en tentoonstellingen
Het museum richt zich op de artistieke en cultuurhistorische betekenis van het Groninger platteland, speciaal Westerwolde. Het gaat hierbij niet alleen om de geschiedenis of het landschap maar ook om het leven van nu en de toekomst van dit gebied. 
De eigen collectie omvat cultuur- en streekhistorische voorwerpen uit de vorige eeuw naast kunstwerken van onder andere magisch realist en fijnschilder Lodewijk Bruckman, in een eigen zaal, van het Groninger kunstenaarscollectief De Ploeg en een grote collectie etsen van Johan Hemkes.  Het museum biedt twee tot drie keer per jaar wisselende, grote tentoonstellingen en daarnaast kleinere, kortere exposities. 
Het museum toont de eigen collectie niet permanent, maar laat deze in verschillende exposities aan bod komen. Digitaal is veel van de collectie bekijken, onder andere via de website van het museum en via de gemeenschappelijke website van de Groninger musea.  Daarnaast maakt het MOW gebruik van Pinterest om de collectie digitaal te delen.
In 2003 hield De Ploeg een tentoonstelling in het museum ter gelegenheid van het 85-jarig bestaan van het collectief. In 2019 sloot de Groninger kunstkring haar 100-jarig jubileum af met een expositie van prentkunst.

## Huisvesting en exploitatie
Het MOW is gevestigd aan de Hoofdweg in het dorp Bellingwolde, dat in Oost-Groningen, vlak bij de Duitse grens, ligt. Het dorp ligt in het overgangsgebied van de streken Reiderland (tegenwoordig beschouwd als onderdeel van het Oldambt) in het noorden en Westerwolde in het zuiden.
Het museum is gehuisvest in het achterhuis van een voormalig herenhuis, waarvan het voorhuis werd vernield tijdens de Tweede Wereldoorlog. In 1977 werd het gebouw uitgebreid met een nieuwe vleugel. In 2011 en 2012 werd het museum opnieuw verbouwd, waarbij het pand werd gerenoveerd naar een plan van architectenbureau AAS Groningen en een nieuwe glazen pui kreeg. Het museum werd op 28 september 2012 heropend.
Het MOW werd aanvankelijk gesubsidieerd door de voormalige gemeente Bellingwedde, die 95% van het budget fourneerde en eigenaar was van de collectie. De gemeente sprak in 2010 de intentie uit het museum gedurende vijftien jaar financieel te ondersteunen. In 2017 ging het museum zelfstandig verder. De gemeente Bellingwedde ging in 2018 op in de gemeente Westerwolde.

## Kunstroof
In het weekend van 9 op 10 januari 2010 werd bij het museum ingebroken, waarbij zeven iconen uit 17e, 18e en 19e eeuw – met een geschatte waarde circa 23.000 tot 25.000 euro – werden gestolen. Het museum loofde een beloning van 2.500 euro uit voor tips die konden helpen bij het terugvinden van de kunstwerken.

## Bezoekersaantallen
Het museum werd in 2012 bezocht door 1.965 bezoekers. In 2019 waren dat er 6.547.
| Jaar | Bezoekers |      | Jaar  | Bezoekers |
| ---- | --------- | ---- | ----- | --------- |
| 2003 | 2.636     | 2012 | 1.798 |           |
| 2004 | 2.011     | 2013 | 4.800 |           |
| 2005 | 2.043     | 2014 | 4.350 |           |
| 2006 | 1.812     | 2015 | 4.683 |           |
| 2007 | 1.792     | 2016 | 4.942 |           |
| 2008 | 1.965     | 2017 | 6.075 |           |
| 2009 | 3.221     | 2018 | 5.786 |           |
| 2010 | 2.922     | 2019 | 6.547 |           |
| 2011 | 2.906     |      |       |           |

Bronnen voor de periode 2003 t/m 2012 Museumhuis Groningen en voor 2013 Bezoekcijfers erfgoedinstellingen Groningen.